# Агавські мови
Агавські (агау, центральнокушитські) мови — одна з гілок кушитської родини мов. Поширені серед народів агау в північно-східній Ефіопії та Еритреї, є основним субстратом для більшості ефіосемітскіх мов.

## Класифікація
Згідно Эппл'ярду [Appleyard 2006] внутрішня класифікація агавських мов виглядає наступним чином:
- Південна група:
  - авнгі (авійя) — на північний захід від озера Тана, 350 тисяч носіїв
    - діалект кунфаль — (майже немає даних), на схід від озера Тана
- Північно-західна група:
  - Північна підгрупа
    - блін (білін, богос) — Еритрея, навколо міста Керен (70 тисяч мовців)

  - Центральна підгрупа
    - хамтанга (хамта, хамір, камір, камта; самоназва народу: [ʼximra] и языка: [ximʼt'aŋa]) — 143 тисячі на півночі регіону Амхара

  - Західна підгрупа:
    - кемант — на межі зникнення (1.650 мовців з 172 тис. в етнічній групі, 1994), на берегах озера Тана
      - діалект квара (куара) — на межі зникнення, мова частини ефіопських євреїв, що переселилися нині в Ізраїль

  - Перехідна між західною і центральною підгрупами:
    - кайла (дембеа, кайло) — вимер, раніше мова частини ефіопських євреїв

Усередині північно-західної групи згідно з даними лексикостатистики [Bender 1971:174] зближуються північна і західна підгрупи, а згідно з даними Еппл'ярда [Appleyard 1984, 1988] разом об'єднуються північна і центральна підгрупи, а західна стоїть осібно. При цьому можливим посередником між західною і центральною є вимерла мова кайла [Appleyard 1996, 2006].
На різних агавських мовах існує багата літературна традиція: середньовічні тексти мовою кемант, нині в основному в ізраїльських музеях; сучасна література і власна газета на мові білін. Багато рукописів існує також мовою хамтанга, а на аунгі розвинена фольклорна традиція.
Писемність в основному на основі ефіопської графіки, окремі тексти записані латиницею.